# Android Jelly Bean
Android Jelly Bean (версии с 4.1 по 4.3.1) — десятая по счёту версия операционной системы Android, разработанной Google и охватывающей три основных релиза. Представлена публике 27 июня 2012 года. 4.1 была впервые показана на конференции разработчиков Google I/O. Среди первых устройств, выпущенных с Android 4.1 по 4.3, — Nexus 7 (2012), Nexus 4, Nexus 10, Nexus 7 (2013) и Hyundai Play X. 
Первый из этих трех релизов, 4.1, был сосредоточен на улучшениях производительности, призванных сделать операционную систему более плавной и отзывчивой, улучшениях системы уведомлений, позволяющих расширять уведомления с помощью кнопок действий, и других внутренних изменениях. Еще два релиза, созданные под названием Jelly Bean в октябре 2012 года и июле 2013 года соответственно, включая 4.2, который включал дальнейшие оптимизации, многопользовательскую поддержку планшетов, виджеты экрана блокировки, быстрые настройки и заставки, и 4.3, который содержал дальнейшие улучшения и обновления базовой платформы Android. 
По состоянию на январь 2025 года 0,04% устройств Android работают под управлением Jelly Bean. Массовый выпуск приложений с поддержкой Android 4.1 Jelly Bean закончился в 2017 году. Выпуск приложений с минимальной поддерживаемой версией Android 4.2 и 4.3 закончился в 2020 году. С сентября 2021 года перестали обновляться сервисы Google Play, а последней версией считается 21.30.56. Войти в свою учетную запись с этой версии системы более невозможно из-за устаревших сервисов.

## Разработка
27 июня 2012 года на «Google I/O» компания Google представила следующую версию Android 4.1 Jelly Bean вместе с планшетом Nexus 7. Для Jelly Bean была проведена работа по оптимизации визуальной производительности и отзывчивости операционной системы с помощью серии изменений, называемых «Project Butter»: графический вывод теперь имеет тройную буферизацию, V-sync используется во всех операциях рисования, а процессор выводится на полную мощность при обнаружении сенсорного ввода — предотвращая задержку, связанную с вводом, сделанным, когда процессор находится в состоянии низкого энергопотребления. Эти изменения позволяют операционной системе работать со скоростью полных 60 кадров в секунду на совместимом оборудовании. Благодаря этому на некоторых устройствах Android 4.1 будет работать с частотой 60 кадров в секунду. 29 октября 2012 года вместе с планшетом Nexus 10 и смартфоном LG Nexus 4 была представлена официально операционная система Android.
24 июля 2013 года была официально анонсирована операционная система Android 4.3 Jelly Bean с небольшим количеством изменений. Наряду с Android 4.1 Google также начала разделять API для своих сервисов на Android в новый системный компонент, известный как Сервисы Google Play, обслуживаемый через Google Play Store. Это позволяет добавлять определенные формы функциональности без необходимости распространять обновление самой операционной системы, решая печально известные проблемы «фрагментации», с которыми сталкивается экосистема Android.

## Изменения

### 4.1[1]
- Обновлённый интерфейс, использование технологии Project Butter для получения более плавного UI. Технология включает тройную буферизацию графического конвейера, чтобы добиться отсутствия скачков в частоте кадров при анимации интерфейса, а также технологию вертикальной синхронизации[1].
- Автоматическое масштабирование виджета и изменение расположения остального содержимого, если он не вмещается на рабочий стол.
- Обновление виртуальной клавиатуры, получившей систему предиктивного ввода и расширенный словарь. Поддержка новых языков[1].
- Возможность голосового ввода в автономном режиме, без использования подключения к сети Интернет.
- Слепые или слабовидящие получат возможность подключить к смартфону или планшету на Android 4.1 устройство ввода со шрифтом Брайля[1].
- Более информативная панель уведомлений.
- Добавлена поддержка TLS v1.1 и v1.2.[1]
- Обновлённый поиск, благодаря которому на манер голосового помощника можно получить ответы на заданные голосовые вопросы.
- Добавлен сервис Google Now. Он будет снабжать пользователя полезной информацией, опираясь на календарь, историю поисковых запросов и маршруты перемещений телефона.
- Фотографии контактов теперь хранятся и отображаются в высоком качестве.
- Улучшенное приложение «Камера» добавляет некоторые возможности.
- Воспроизведение музыки по списку без пауз между произведениями.
- Многоканальный звук.
- Новый интерфейс для планшетов, классический интерфейс Android 3.0—4.0.4 доступен через редактирование build.prop изменением DPI на значение ниже 140.
- Обновление API до версии 16[1].

### 4.1.1
- Исправлена ошибка на Nexus 7, связанная с невозможностью изменить ориентацию экрана в любом приложении.

### 4.1.2
- Исправлены ошибки и увеличена производительность.
- Увеличение и уменьшение размеров уведомлений в панели теперь выполняются одним пальцем.
- Поддержка блокировки/поворота главного экрана.

### 4.2[1][1]
- Поддержка профилей - теперь на одном устройстве может использоваться несколько учётных записей, каждая со своими настройками, программами и личной информацией.
- Клавиатура теперь поддерживает жесты для ввода по типу популярного Swype. Для ввода слов теперь можно водить пальцем по клавиатуре, выбирая необходимые буквы, а встроенный словарь будет стараться предоставлять нужные варианты. В целом, по заявлению Google, в Android 4.2 словари стали более точными и полными.
- В приложении «Камера» появился новый режим съемки под названием Photo Sphere, он позволяет создавать панорамы 360 градусов и публиковать их в Google+ или же в Google Maps, создавая таким образом свою версию Street View.
- Появилась поддержка беспроводной передачи видео и игр на совместимые телевизоры по технологии Miracast.
- В панели оповещений теперь есть доступ к меню быстрых настроек.
- Появился новый режим ожидания Daydream, когда устройство подключено к док-станции или находится в режиме сна, оно может отображать на дисплее разную полезную информацию, новости, погоду или же просто фотографии из альбома.
- Google Now также получило небольшое улучшение, теперь оно может сканировать почту Gmail на предмет нахождения различного релевантного контента, такого как билеты на самолёт или приглашения на встречу, и создавать карточки с напоминанием.
- Появилась возможность размещать виджеты на экране блокировки.
- Обновлён интерфейс камеры.
- Обновление ядра Linux до ветки 3.4.
- Поддержка SELinux
- Удален классический планшетный интерфейс, используемый в 3.0—4.0.4.
- Обновление API до версии 17.

### 4.2.1
- Устранена ошибка недостающего месяца (декабрь) в приложении «Контакты»[10].
- Улучшена работа вибрации при уведомлениях.
- Появилась возможность подключить к устройству HID геймпады и джойстики по Bluetooth.

### 4.2.2
- Некоторые усовершенствования системы безопасности, исправление ряда программных ошибок.
- В шторке центра уведомлений при закачке теперь отображается не только заполняющийся прогресс-бар, но и проценты и время скачивания.
- Ярлыки быстрой активации Wi-Fi и Bluetooth в панели переключателей получили дополнительную опцию: теперь долгое нажатие иконки сразу включает беспроводной модуль, а одиночное нажатие отправляет пользователя в настройки.
- Появились новые звуки: при подключении устройства к станции беспроводной зарядки, новый сигнал оповещения о критическом уровне заряда батареи.
- Исправлены ошибки в передаче звука по Bluetooth.
- Белый и черный список ADB подключений.

### 4.3[1][11]
- Keep и Hangouts теперь будет включен в прошивку и Google Apps по умолчанию.
- Найденная ошибка под названием MasterKey исправлена.
- В области уведомлений теперь показаны все работающие приложения, даже в фоновом режиме. Отключить отображение значка в панели можно в настройках.
- Часы в строке состояния исчезнут, если они выбраны в качестве виджета экрана блокировки.
- App Ops, является прототипом контроллера разрешений приложения, как в Android 6. Скрыто по умолчанию!
- Поддержка TRIM[1].
- В настройках можно установить постоянную работу Wi-Fi для улучшенного геопозиционирования.
- Bluetooth 4.0 LowEnergy, что повышает энергоэффективность устройства при работе по данному протоколу. Аппаратная поддержка также должна быть на всех устройствах для работы!
- AVRCP 1.3, доступный совместно с Bluetooth 4.0, позволяет при помощи Bluetooth объединять два устройства и использовать их как управляющие друг другом.
- Доступна новая камера и галерея.
- Поддержка графических библиотек OpenGL ES 3.0[12].
- Поддержка 4K.
- Появилась скрытая настройка индивидуальных разрешений для приложений.
- Поддержка письма справа на лево[11].
- Встроенные смайлики[11].
- Обновление API до версии 18.

### 4.3.1[13]
- Устранение небольших ошибок и улучшение стабильности работы системы и её быстродействия. Только для Nexus 7 (2013) LTE!
- По умолчанию отключается встроенная функция модема при вставке SIM-карты AT&T LTE. Только для Nexus 7 (2013) LTE!